# Supercoppa serba (pallavolo femminile)
La Supercoppa serba è una competizione pallavolistica per squadre di club serbe femminili, organizzata con cadenza annuale dalla OSS.

## Edizioni
| Edizione      | Edizione          | Podio                  | Podio     | Podio                  |
| Anno          | Sede della finale | Campione               | Risultato | Finalista              |
| ------------- | ----------------- | ---------------------- | --------- | ---------------------- |
| 2013 Dettagli | Belgrado          | Partizan               | 3 - 0     | Stella Rossa           |
| 2014 Dettagli | Lajkovac          | Vizura                 | 3 - 0     | Stella Rossa           |
| 2015 Dettagli | Ub                | Vizura                 | 3 - 0     | TENT                   |
| 2016 Dettagli | Belgrado          | Jedinstvo Stara Pazova | 3 - 2     | Vizura                 |
| 2017 Dettagli | Ruma              | Vizura                 | 3 - 0     | Jedinstvo Stara Pazova |
| 2018 Dettagli | Ruma              | Vizura                 | 3 - 2     | Železničar Lajkovac    |
| 2019 Dettagli | Belgrado          | Železničar Lajkovac    | 3 - 0     | Stella Rossa           |
| 2020 Dettagli | Ub                | Ub                     | 3 - 1     | TENT                   |
| 2021 Dettagli | Lajkovac          | Železničar Lajkovac    | 3 - 2     | Ub                     |
| 2022 Dettagli | Belgrado          | Stella Rossa           | 3 - 1     | Železničar Lajkovac    |
| 2023 Dettagli | Lazarevac         | Jedinstvo Stara Pazova | 3 - 1     | Ub                     |
| 2024 Dettagli | Gornji Milanovac  | TENT                   | 3 - 1     | Jedinstvo Stara Pazova |

## Palmarès
| Squadre                | Titoli | Stagioni               |
| ---------------------- | ------ | ---------------------- |
| Vizura                 | 4      | 2014, 2015, 2017, 2018 |
| Jedinstvo Stara Pazova | 2      | 2016, 2023             |
| Železničar Lajkovac    | 2      | 2019, 2021             |
| Partizan               | 1      | 2013                   |
| Ub                     | 1      | 2020                   |
| Stella Rossa           | 1      | 2022                   |
| TENT                   | 1      | 2024                   |